# Герб комуни Евертурнео
Герб комуни Евертурнео (швед. Övertorneå kommunvapen) — символ шведської адміністративно-територіальної одиниці місцевого самоврядування комуни Евертурнео.

## Історія
Елементи герба походять з печатки місцевої церкви з 1600-х років. Герб ландскомуни Евертурнео затверджено 1949 року. Перереєстрований після адміністративно-територіальної реформи за комуною 1974 року.

## Опис (блазон)
У срібному полі чорна лисиця з червоним язиком, над нею та внизу — три червоні 6-променеві зірки (2 над 1).

## Зміст
В основу герба покладено сюжет із місцевої парафіяльної печатки XVII ст. На ній була зображена тварина, яку можна інтерпретувати як лисицю.